# Stenus canaliculatus
Stenus canaliculatus – gatunek chrząszcza z rodziny kusakowatych i podrodziny myśliczków (Steninae).
Gatunek ten został opisany w 1827 roku przez Leonarda Gyllenhaala.
Chrząszcz o ciele długości od 3,3 do 4,2 mm. Głowę jego charakteryzuje  prawie płaskie czoło. Przedplecze i pokrywy są prawie matowe, bardzo gęsto i delikatnie punktowane. Środkiem przedplecza biegnie długa, wąska, podłużna bruzda. Początkowe tergity odwłoka mają po cztery krótkie, podłużne listewki po bokach części nasadowych. Odległości między punktami na tergitach są mniejsze niż ich średnice. Krótkie tylne stopy są niewiele dłuższe niż połowa goleni.
Owad rozsiedlony od Europy, przez Turcję i Rosję po Mongolię, a ponadto znany z Kanady i Stanów Zjednoczonych, w tym Alaski. Występuje od nizin po strefę subalpejską. W Polsce dość częsty. Zasiedla torfowiska, tereny bagienne i pobrzeża wód o szlamowatym podłożu.